# Mamadou Oumarou
Mamoudou Oumarou – kameruński piłkarz grający na pozycji pomocnika. W swojej karierze grał w reprezentacji Kamerunu.

## Kariera klubowa
W swojej karierze Oumarou grał w klubach Kohi Club de Maroua i Union Duala.

## Kariera reprezentacyjna
W reprezentacji Kamerunu Oumarou zadebiutował w 1985 roku. W 1986 roku został powołany do kadry na Puchar Narodów Afryki 1986. Na tym turnieju rozegrał cztery spotkania: grupowe z Zambią (3:2) i z Marokiem (1:1), półfinałowe z Wybrzeżem Kości Słoniowej (1:0) i finałowe z Egiptem (0:0, k. 4:5). Z Kamerunem wywalczył wicemistrzostwo Afryki. W kadrze narodowej grał do 1991 roku.